# Nesokaha rubrinervis
Nesokaha rubrinervis är en insektsart som beskrevs av Frederick Arthur Godfrey Muir 1917. Nesokaha rubrinervis ingår i släktet Nesokaha och familjen Derbidae. Inga underarter finns listade i Catalogue of Life.